# アラン・エドワード・デビッドソン
アラン・エドワード・デビッドソン（Alan Edward Davidson, 1960年6月1日 - ）は、オーストラリア・メルボルン出身のサッカー選手。ポジションはDF。広島出身の日本人を母に持つ日系人である。1980年代のオーストラリア代表において守備の中心として活躍した。2001年にオーストラリアサッカー連盟の殿堂入りを果たした。2013年には同連盟が発表した1980年代のオーストラリア代表ベストイレブンに選出された。息子のジェイソン・デビッドソンがオーストラリア代表として2014年にブラジルで行われたワールドカップに出場した。

## 国際大会出場歴
- OFCネイションズカップ - 1980
- ソウルオリンピック - 1988